# It's My Life (canción de Bon Jovi)
«It's My Life» es una canción y sencillo de la banda estadounidense Bon Jovi. Incluida originalmente en su séptimo álbum de estudio titulado Crush del año 2000. Fue lanzada como sencillo el 23 de mayo del año 2000, siendo el primer sencillo lanzado por Bon Jovi después de 5 años de silencio. La canción fue escrita por Jon Bon Jovi, Richie Sambora y Max Martin. Fue producida por Jon, Richie, y coproducida por Luke Ebbin.
«It's My Life» se convirtió en el sencillo más exitoso que ha grabado la banda, superando a «Always» de 1994, que hasta ese momento, era el más exitoso, tomando la posición N.º 1 en muchos países, y convirtiéndose en un símbolo de longevidad de la banda, ya que ellos prevalecieron a través de los diversos cambios que sufrió la escena del rock con éxito admirable. Es acreditado de revivir sus carreras después de terminar una pausa de cinco años, tiempo en el cual persiguieron carreras como solistas, a excepción de Tico. También es acreditado de introducir a la banda veterana a un público más nuevo y joven. Es considerada un gran himno de la banda.
«It's My Life» ocupa el puesto Nº241 del ranking Las 1000 mejores canciones de siempre de la revista Q Music.
Fue elegida como la mejor canción rock en los VH1 AWARDS 2000 donde participaron bandas de la época como Creed, Red Hot Chili Peppers

## Vídeo musical
El videoclip de «It's My Life» trata de un joven que está sentado delante de su computadora, tratando de ver un concierto de Bon Jovi en internet y es, cuando recibe una llamada de su novia, que está en el lugar del concierto y le dice que tiene cinco minutos para llegar. El joven sale de su habitación y corre por las calles de la ciudad para llegar a tiempo. En el camino es perseguido por perros, se encuentra con personas disfrazadas de Elvis se toman fotos, atraviesa la calle en medio del tráfico, salta por encima de los coches y salta de un puente, para al final lograr su objetivo y llegar al concierto.
Esta canción habla de la historia de Tommy y Gina, después de las canciones de «Lie to Me», «99 in the Shade» y «Livin' on a Prayer».
En el video podemos ver a la banda de Bon Jovi cantando en lo que aparenta ser un túnel, en el cual se encuentran cientos de personas cantando y bailando esta canción.
Muchos interpretan las acciones del joven por llegar al concierto como parte de toda una experiencia de vida, ya que tiene que atravesar muchos obstáculos como anteriormente hemos mencionado. Esto en simbolismo de la aventura, adrenalina y atrevimiento que se expresa en las letras de la canción en cuanto a la forma de vivir la vida de cada uno.
Es el video musical más exitoso de toda la carrera de la banda, siendo también el más reproducido en la plataforma de YouTube.

## Premios
Ganó:
- Video del año en los premios VH1 My Music Awards.
- Fue escogida como una de las mejores canciones del año por el "ASCAP Pop Music Awards".

Nominada:
- Mejor Canción Rock en los premios "Grammy".
- Mejor Canción en los "European Music Awards".

## Créditos
- Jon Bon Jovi - Voz
- Richie Sambora - Guitarra, talk box y coros
- David Bryan - Teclado y coros
- Tico Torres - Batería
- Hugh McDonald - Bajo eléctrico y coros

## Posicionamiento en listas y certificaciones
| Lista (2000–01)                       | Mejor posición |
| ------------------------------------- | -------------- |
| Alemania (Offizielle Deutsche Charts) | 2              |
| Australia (ARIA)                      | 5              |
| Austria (Ö3 Austria Top 40)           | 1              |
| Bélgica (Flandes) (Ultratop 50)       | 1              |
| Bélgica (Valonia) (Ultratop 50)       | 6              |
| Canadá (RPM Top Singles)              | 17             |
| España (PROMUSICAE)                   | 1              |
| España (Los 40 Principales)           | 1              |
| Estados Unidos (Billboard Hot 100)    | 33             |
| Estados Unidos (Adult Pop Songs)      | 11             |
| Estados Unidos (Top 40 Mainstream)    | 14             |
| Estados Unidos (Latin Pop Songs)      | 40             |
| European Hot 100                      | 1              |
| Finlandia (OFC)                       | 6              |
| Francia (SNEP)                        | 14             |
| Hungría (Single Top 40)               | 6              |
| Irlanda (IRMA)                        | 5              |
| Italia (FIMI)                         | 1              |
| Noruega (VG-lista)                    | 3              |
| Países Bajos (Dutch Top 40)           | 1              |
| Reino Unido (UK Singles Chart)        | 3              |
| Suecia (Sverigetopplistan)            | 2              |
| Suiza (Schweizer Hitparade)           | 1              |

| País           | Organismo certificador | Certificación | Ref.   |
| -------------- | ---------------------- | ------------- | ------ |
| Alemania       | BVMI                   | Platino       | [ 21 ] |
| Australia      | ARIA                   | Platino       | [ 22 ] |
| Austria        | IFPI Austria           | Platino       | [ 23 ] |
| Bélgica        | BEA                    | Platino       | [ 24 ] |
| Dinamarca      | IFPI Dinamarca         | Oro           | [ 25 ] |
| Estados Unidos | RIAA                   | 2× Platino    | [ 26 ] |
| Francia        | SNEP                   | Oro           | [ 27 ] |
| Italia         | FIMI                   | Platino       | [ 28 ] |
| Países Bajos   | NVPI                   | Oro           | [ 29 ] |
| Reino Unido    | BPI                    | Oro           | [ 30 ] |
| Suecia         | GLF                    | Platino       | [ 31 ] |
| Suiza          | IFPI Suiza             | Platino       | [ 32 ] |

## Sucesión en listas
| Anterior: «Oops!... I Did It Again» de Britney Spears «Vamos a Bailar (Esta Vida Nueva)» de Paola & Chiara   | FIMI — Sencillo Nro 1 18 de mayo de 2000 — 15 de junio de 2000 22 de junio de 2000 — 6 de julio de 2000            | Siguiente: «Vamos a Bailar (Esta Vida Nueva)» de Paola & Chiara                                    |
| Anterior: «No Me Dejes de Querer» de Gloria Estefan «Get Up (I Feel Like Being a) Sex Machine» de Tony Sweat | Top 50 Canciones — Sencillo Nro 1 20 de mayo de 2000 — 27 de mayo de 2000 8 de julio de 2000 — 15 de julio de 2000 | Siguiente: «Oops!... I Did It Again» de Britney Spears «Ya no quiero tu querer» de José el Francés |
| Anterior: «Oops!... I Did It Again» de Britney Spears                                                        | Schweizer Hitparade — Sencillo Nro 1 28 de mayo de 2000 — 4 de junio de 2000                                       | Siguiente: «Freestyler» de Bomfunk MC's                                                            |
| Anterior: «Oops!... I Did It Again» de Britney Spears                                                        | European Hot 100 — Sencillo Nro 1 24 de junio de 2000 — 22 de julio de 2000                                        | Siguiente: «The Real Slim Shady» de Eminem                                                         |